# ChouCho
ChouCho（ちょうちょ、6月21日 - ）は、日本の女性歌手。大阪府吹田市出身。所属レーベルはLantis、所属事務所はHIGHWAY STAR。血液型はA型。

## 来歴
2007年、アニソンバンド「ロータス★ロータス」のボーカルとして活動を始める。
2008年6月20日、ちょうちょ名義で動画投稿サイト「ニコニコ動画」に歌ってみた動画を初投稿する。
2011年7月27日、1stシングル「カワルミライ」をランティスより発売しメジャーデビュー。
2012年5月2日、ChouChoへ改名し、4thシングル「優しさの理由」を発売。
2012年8月8日、1stアルバム『flyleaf』を発売。
2013年12月25日、2ndアルバム『secretgarden』を発売。
2016年5月25日、メジャーデビュー5周年を記念したCD2枚組のベストアルバム『ChouCho ColleCtion "bouquet"』を発売。また7月31日には、アニバーサリーライブ『ChouCho 5th Anniversary あこーすてぃっくらいぶ ～涼蝶祭～』をduo MUSIC EXCHANGEにて開催した。
2017年6月21日、憩室炎で緊急入院。医師から暫くの間は安静が必要と診断されたため、台湾・台北市で開催の音楽イベント『Anisong World Matsuri presents Lantis Party ～UTAHIME LIVE～』への出演を取り止めることを発表。
2018年1月17日、3rdアルバム『color of time』を発売。
2019年11月27日、アコースティック・アルバム『naked garden』を発売。
2021年7月27日、メジャーデビュー10周年を迎える。同年12月8日には、新曲を収録したCD2枚組のベストアルバム『ChouCho the BEST』を発売。
2022年6月19日・25日、大阪と東京で、デビュー10周年記念ツアー『ChouCho 10th Anniversary Tour 〜ChouCho the BEST〜』を開催。
2025年7月3日、同日に公開された美少女系RPG『アビスディア』のメインPVに歌唱で参加。PVは公開から3日で100万再生を記録した。

## 人物
趣味でバンドを組んでいる父親の影響で、自然と音楽が溢れている環境で育つ。4歳から14歳までエレクトーンを習っており、自らリズムを打ち込んでオリジナル曲を作り、コンクールへ出場していた。
音楽的に最も影響を受けたのは父親が家で弾き語っていた音楽で、特にザ・ビートルズは父親が歌っていたのをよく聞いており、後に自らもビートルズの全作品を聴くほど好きになった。特に好きなアルバムは、中期の『ラバー・ソウル』と『リボルバー』、好きな曲は「ア・デイ・イン・ザ・ライフ」。高校生の頃には、アラニス・モリセットの『MTVアンプラグド』を見て、その歌声と楽曲に衝撃を受けた。また、その他にもビョークのように「歌声とデジタルサウンドが融合している音楽」も好きであると語っている。
初めて買ったCDは椎名林檎のアルバム『勝訴ストリップ』で、文化祭のライブにバンドで出演した際に収録曲の「ギブス」をカバーしていた。
「ちょうちょ（ChouCho）」という名前のきっかけは、大学時代に蝶々グッズを趣味で集めていたところ、当時のバンド仲間からあだ名として呼ばれるようになったことから。ニコニコ動画で歌い手の活動をする際にもこの名前を用いており、ランティスからメジャーデビューの声が掛かった際にも「長くは続かないだろう」と名前を変えるという発想すら頭に無かったと語っている。
学生時代は、弓道部・茶道部に所属していた。

## ディスコグラフィ

### シングル
|                | 発売日         | タイトル                     | 規格品番                                       | 規格品番       | オリコン 最高位 |                |
| 初回限定盤     | 発売日         | タイトル                     | 通常盤                                         |                | オリコン 最高位 |                |
| ちょうちょ名義 | ちょうちょ名義 | ちょうちょ名義               | ちょうちょ名義                                 | ちょうちょ名義 | ちょうちょ名義  | ちょうちょ名義 |
| -------------- | -------------- | ---------------------------- | ---------------------------------------------- | -------------- | --------------- | -------------- |
| 1st            | 2011年7月27日  | カワルミライ                 |                                                | LASM-4104      | 38位            |                |
| 2nd            | 2011年10月26日 | Authentic symphony           | LACM-4867                                      | 29位           |                 |                |
| 3rd            | 2011年11月23日 | ハルモニア                   | LACM-4887                                      | 153位          |                 |                |
| ※              | 2012年3月21日  | Million of Bravery           | LACM-4912                                      | 81位           |                 |                |
| ChouCho名義    |                |                              |                                                |                |                 |                |
| 4th            | 2012年5月2日   | 優しさの理由                 | LACM-34919                                     | LACM-4919      | 28位            |                |
| 5th            | 2012年10月24日 | DreamRiser                   | LACM-34011                                     | LACM-14011     | 41位            |                |
| 6th            | 2013年5月22日  | 空とキミのメッセージ         |                                                | LACM-14098     | 43位            |                |
| 7th            | 2013年7月31日  | starlog                      | LACM-14116                                     | 27位           |                 |                |
| ※              | 2013年10月23日 | 光                           | LACM-14145                                     | 58位           |                 |                |
| 8th            | 2014年2月26日  | あの空に還る未来で           | LACM-14193                                     | 57位           |                 |                |
| 9th            | 2014年8月6日   | 夏の日と君の声               | LACM-14261                                     | 57位           |                 |                |
| 10th           | 2015年4月15日  | BLESS YoUr NAME              | LACM-14333                                     | 49位           |                 |                |
| 11th           | 2015年11月25日 | piece of youth               | LACM-14421                                     | 30位           |                 |                |
| 12th           | 2016年2月24日  | 空想トライアングル           | LACM-14458                                     | 72位           |                 |                |
| 13th           | 2016年7月27日  | Asterism                     | LACM-14514                                     | 65位           |                 |                |
| 14th           | 2017年2月15日  | Elemental World              | LACM-14572                                     | 67位           |                 |                |
| 15th           | 2017年8月26日  | kaleidoscope/薄紅の月        | LACM-14656                                     | 61位           |                 |                |
| 16th           | 2017年10月25日 | 明日の君さえいればいい。     | LACM-14658                                     | 54位           |                 |                |
| 17th           | 2018年10月31日 | オレンジ色                   | LACM-14806                                     | 156位          |                 |                |
| 18th           | 2020年10月28日 | 灰色のサーガ                 | LACM-24046                                     | 41位           |                 |                |
| 19th           | 2021年7月21日  | なないろのたね               | LACM-24147                                     | 69位           |                 |                |
| 20th           | 2022年5月25日  | reincarnation/灯火セレナード | LACM-24266（村人A盤） LACM-24267（処刑少女盤） | 95位           |                 |                |
| 21st           | 2023年8月9日   | twilight little star         | LACM-24377                                     | 137位          |                 |                |
| 22nd           | 2023年10月4日  | Never Say Goodbye            | LACZ-10174                                     | LACM-24436     | 39位            |                |
| 23rd           | 2024年2月28日  | Green jade                   |                                                | LACM-24479     | 117位           |                |

#### 配信限定シングル
| 枚 | 発売日         | タイトル       | 備考                           |
| -- | -------------- | -------------- | ------------------------------ |
| 1  | 2014年11月26日 | whitepetals    |                                |
| 2  | 2015年2月27日  | transient blue | ライブ会場限定販売CD盤も存在。 |
| 3  | 2016年6月22日  | Everlasting    |                                |
| 4  | 2018年12月25日 | 風のソルフェ   |                                |
| 5  | 2023年8月8日   | 星屑ダイアリー |                                |
| 6  | 2025年7月11日  | 光射す扉       |                                |

#### コラボレーション・シングル
|     | 発売日         | タイトル               | 名義               | 規格品番   | オリコン 最高位 |
| --- | -------------- | ---------------------- | ------------------ | ---------- | --------------- |
| 1st | 2018年12月26日 | Still a long way to go | ChouCho × 佐咲紗花 | LACM-14819 | 38位            |

### アルバム

#### オリジナル・アルバム
|            | 発売日         | タイトル      | 規格品番   | 規格品番   | オリコン 最高位 |
| 初回限定盤 | 発売日         | タイトル      | 通常盤     |            | オリコン 最高位 |
| ---------- | -------------- | ------------- | ---------- | ---------- | --------------- |
| 1st        | 2012年8月8日   | flyleaf       | LACA-35224 | LACA-15224 | 31位            |
| 2nd        | 2013年12月25日 | secretgarden  | LACA-35366 | LACA-15366 | 41位            |
| 3rd        | 2018年1月17日  | color of time | LACA-35680 | LACA-15680 | 42位            |

#### ベスト・アルバム
|            | 発売日        | タイトル                     | 規格品番     | 規格品番   | オリコン 最高位 |
| 初回限定盤 | 発売日        | タイトル                     | 通常盤       |            | オリコン 最高位 |
| ---------- | ------------- | ---------------------------- | ------------ | ---------- | --------------- |
| 1          | 2016年5月25日 | ChouCho ColleCtion "bouquet" | LACA-35565   | LACA-15565 | 17位            |
| 2          | 2021年12月8日 | ChouCho the BEST             | LACA-39862/3 | LACA-9862  | 65位            |

#### 企画アルバム
|   | 発売日         | タイトル     | 規格品番   | オリコン 最高位 |
| - | -------------- | ------------ | ---------- | --------------- |
| 1 | 2019年11月27日 | naked garden | LACA-15801 | 131位           |

#### ミニ・アルバム
|   | 発売日         | タイトル         | 備考                                                 |
| - | -------------- | ---------------- | ---------------------------------------------------- |
| 1 | 2011年5月1日   | crystal note     | 「M3-2011春」の会場および後日通販で販売。            |
| 2 | 2011年8月12日  | Phase2           | 「コミックマーケット80」の会場および後日通販で販売。 |
| 3 | 2011年12月29日 | Little Nostalgia | 「コミックマーケット81」の会場および後日通販で販売。 |

#### その他
| 発売日        | タイトル | 規格品番   | 備考                                      |
| ------------- | -------- | ---------- | ----------------------------------------- |
| 2011年8月24日 | LAPIS    | DGSA-10015 | 「Junky ∞ ちょうちょ」 名義でのリリース。 |

### 参加作品
| 発売日   | 商品名                                                                                              | 歌                                                      | 楽曲                                                               | 備考                                                                                 |
| 2009年   | 2009年                                                                                              | 2009年                                                  | 2009年                                                             | 2009年                                                                               |
| -------- | --------------------------------------------------------------------------------------------------- | ------------------------------------------------------- | ------------------------------------------------------------------ | ------------------------------------------------------------------------------------ |
| 10月7日  | EXIT TUNES PRESENTS 神曲を歌ってみた                                                                | Acid=Stone Valley vs. Starving Trancer feat. ちょうちょ | 「雨を連れゆく」                                                   |                                                                                      |
| 2010年   | |                                                         |                                                                    |                                                                                      |
| 3月31日  | ニコニコオムニバスツアー 〜歌ってみた全国ツアー〜                                                   | 流星P feat. ちょうちょ                                  | 「magnet」                                                         |                                                                                      |
| 8月4日   | 超! アニメビート                                                                                    | JIK feat. ちょうちょ                                    | 「魂のルフラン」                                                   |                                                                                      |
| 2011年   | |                                                         |                                                                    |                                                                                      |
| 1月26日  | 未来コココンピィ                                                                                    | Junky feat. ちょうちょ                                  | 「夕花火」                                                         |                                                                                      |
| 8月13日  | Brilliant White Noise                                                                               | PolyphonicBranch feat. ちょうちょ                       | 「夕日ヶ丘」                                                       |                                                                                      |
| 9月7日   | EXIT TUNES PRESENTS 神曲を歌ってみた 5                                                              | keeno feat. ちょうちょ                                  | 「glow」                                                           |                                                                                      |
| 10月5日  | I♡TOKYO 〜FOR ANIME MUSIC LOVERS〜                                                                  | 2 ANIMEny DJ'S × ちょうちょ                             | 「リトルグッバイ」                                                 |                                                                                      |
| 11月23日 | 未来日記インスパイアードアルバム Vol.1 〜因果律ノイズ〜                                             | ちょうちょ                                              | 「Happy Fate」                                                     | テレビアニメ『未来日記』イメージソング                                               |
| 12月31日 | POLYHOLIC                                                                                           | PolyphonicBranch feat. ちょうちょ                       | 「恋桜」                                                           |                                                                                      |
| 2012年   | |                                                         |                                                                    |                                                                                      |
| 2月29日  | 未来日記インスパイアードアルバム Vol.2 〜因果律デシベル〜                                           | ちょうちょ                                              | 「7th HEAVEN」                                                     | テレビアニメ『未来日記』イメージソング                                               |
| 4月1日   | 幻実アイソーポス                                                                                    | sasakure.UK feat. ちょうちょ                            | 「バタフライ・エフェクト」                                         |                                                                                      |
| 6月27日  | Heart of Magic Garden                                                                               | ちょうちょ                                              | 「カワルミライ」                                                   | 伊藤真澄が編曲を手掛けた アコースティック・アレンジ・バージョン。                    |
| 11月21日 | 英雄伝説 空の軌跡 THE ANIMATION ヴォーカルコレクション                                              | ChouCho                                                 | 「Dive into your fate」                                            | OVA『英雄伝説 空の軌跡 THE ANIMATION』イメージソング                                 |
| 11月21日 | ガールズ＆パンツァー オリジナルサウンドトラック                                                     | ChouCho                                                 | 「DreamRiser (TV size）」                                          | テレビアニメ『ガールズ＆パンツァー』オープニングテーマ                               |
| 2013年   | |                                                         |                                                                    |                                                                                      |
| 5月1日   | 宇宙戦艦ヤマト                                                                                      | Project Yamato 2199                                     | 「宇宙戦艦ヤマト」                                                 | テレビアニメ『宇宙戦艦ヤマト2199』オープニングテーマ                                 |
| 9月25日  | Fate/kaleid liner プリズマ☆イリヤ オリジナルサウンドトラック                                        | ChouCho                                                 | 「starlog (Short Ver.)」                                           | テレビアニメ『Fate/kaleid liner プリズマ☆イリヤ』オープニングテーマ                  |
| 9月25日  | Fate/kaleid liner プリズマ☆イリヤ オリジナルサウンドトラック                                        | ChouCho                                                 | 「kagami」                                                         | テレビアニメ『Fate/kaleid liner プリズマ☆イリヤ』挿入歌                              |
| 11月9日  | GROOVE COASTER PREMIUM CD                                                                           | COSIO feat. ChouCho                                     | 「Groove Prayer」                                                  | ゲームアプリ『グルーヴコースター』提供曲                                             |
| 12月29日 | WITCHMASTER START UP TRACKS                                                                         | ChouCho                                                 | 「I believe」                                                      | CR『ウィッチマスター』搭載曲                                                         |
| 2014年   | |                                                         |                                                                    |                                                                                      |
| 7月19日  | Starting STYLE!!                                                                                    | ランティスのみんな                                      | 「Starting STYLE!!」                                               | ライブイベント『15th Anniversary Live ランティス祭り2014』テーマソング               |
| 8月27日  | Heart of Magic Garden 2                                                                             | ChouCho                                                 | 「空とキミのメッセージ」                                           | 伊藤真澄が編曲を手掛けたリアレンジ・バージョン                                       |
| 8月27日  | ランティス組曲 2014                                                                                 | Lantis Artists 2014                                     | 「ランティス組曲 2014」                                            | Lantisから発売された楽曲のノンストップメドレー                                       |
| 9月24日  | グルーヴコースター オリジナルサウンドトラック                                                       | COSIO feat. ChouCho                                     | 「Groove Prayer」 「Groove Prayer -tpz Despair Remix-」            | ゲームアプリ『グルーヴコースター』提供曲                                             |
| 11月26日 | 深窓音楽演奏会 其ノ壱                                                                               | ChouCho                                                 | 「優しさの理由」 「Authentic symphony」 「starlog」                | 2014年9月23日に新宿BLAZEで開催された「深窓音楽演奏会」のライブ音源                   |
| 11月26日 | 深窓音楽演奏会 其ノ壱                                                                               | nano.RIPE、ChouCho、fhána                               | 「ユートピア」                                                     | 2014年9月23日に新宿BLAZEで開催された「深窓音楽演奏会」のライブ音源                   |
| 2016年   | |                                                         |                                                                    |                                                                                      |
| 2月10日  | ガールズ＆パンツァー オーケストラ・コンサート ～Herbst Musikfest 2015～                             | ChouCho                                                 | 「DreamRiser」 「GloryStory」                                      | 2015年11月3日によこすか芸術劇場で開催されたコンサートのライブ音源                    |
| 2月10日  | ガールズ＆パンツァー オーケストラ・コンサート ～Herbst Musikfest 2015～                             | 渕上舞、ChouCho、佐咲紗花                               | 「Enter Enter MISSION! (Herbst Musikfest 2015 Ver.)」              | 2015年11月3日によこすか芸術劇場で開催されたコンサートのライブ音源                    |
| 3月16日  | 音楽道、はじめました!                                                                               | ChouCho                                                 | 「眠れる本能」                                                     | パチンコ・パチスロ『ガールズ＆パンツァー』搭載曲                                     |
| 3月16日  | 音楽道、はじめました!                                                                               | ChouCho ＆ 佐咲紗花                                     | 「希望の絆」                                                       | パチンコ・パチスロ『ガールズ＆パンツァー』搭載曲                                     |
| 10月12日 | グルーヴコースター オリジナルサウンドトラック                                                       | COSIO feat. ChouCho                                     | 「Groove Prayer」                                                  | ゲームアプリ『グルーヴコースター』提供曲                                             |
| 10月12日 | Fate/kaleid liner プリズマ☆イリヤ ドライ!! オリジナルサウンドトラック Elektronische Musik für ILLYA | ChouCho                                                 | 「Asterism (TV Größe)」                                            | テレビアニメ『Fate/kaleid liner プリズマ☆イリヤ ドライ!!』オープニングテーマ         |
| 10月12日 | Fate/kaleid liner プリズマ☆イリヤ ドライ!! オリジナルサウンドトラック Elektronische Musik für ILLYA | ChouCho                                                 | 「cuddle」                                                         | テレビアニメ『Fate/kaleid liner プリズマ☆イリヤ ドライ!!』挿入歌                     |
| 2017年   | |                                                         |                                                                    |                                                                                      |
| 8月27日  | ガールズ＆パンツァー劇場版 シネマティック・コンサートアルバム                                       | ChouCho                                                 | 「GloryStory」 「piece of youth」 「DreamRiser」                   | 2017年7月9日にパシフィコ横浜で開催されたコンサートのライブ音源                       |
| 8月27日  | ガールズ＆パンツァー劇場版 シネマティック・コンサートアルバム                                       | ChouCho、佐咲紗花                                       | 「Enter Enter MISSION!」                                           | 2017年7月9日にパシフィコ横浜で開催されたコンサートのライブ音源                       |
| 2018年   | |                                                         |                                                                    |                                                                                      |
| 12月29日 | WitchMaster Sound Collection                                                                        | ChouCho                                                 | 「I believe」                                                      | CR『ウィッチマスター』搭載曲                                                         |
| 2019年   | |                                                         |                                                                    |                                                                                      |
| 1月16日  | ツルネ ―風舞高校弓道部― オリジナルサウンドトラック                                                  | ChouCho                                                 | 「オレンジ色（TV-size）」                                          | テレビアニメ『ツルネ ―風舞高校弓道部―』オープニングテーマ                            |
| 1月16日  | ツルネ ―風舞高校弓道部― オリジナルサウンドトラック                                                  | ChouCho                                                 | 「風のソルフェ」                                                   | テレビアニメ『ツルネ ―風舞高校弓道部―』挿入歌                                        |
| 2021年   | |                                                         |                                                                    |                                                                                      |
| 3月17日  | P.A.WORKS 20th Anniversary Theme Song Collection                                                    | ChouCho                                                 | 「夏の日と君の声」 「空想トライアングル」                          | P.A.WORKS設立20周年記念して発売された 同社製作アニメの主題歌（OP・ED）集。           |
| 12月29日 | King's Raid: The Story of Orvel                                                                     | XKA & Shoon feat. ChouCho                               | 「The Right (Japanese Version)」 「Blind Days (Japanese Version)」 | ゲームアプリ『キングスレイド』提供曲                                                 |
| 2022年   | |                                                         |                                                                    |                                                                                      |
| 8月27日  | 音楽道、まだまだ邁進中です!!!                                                                       | ChouCho                                                 | 「trust」                                                          | パチンコ・パチスロ『ガールズ＆パンツァー 劇場版』搭載曲                              |
| 8月27日  | 音楽道、まだまだ邁進中です!!!                                                                       | ChouCho × 佐咲紗花                                      | 「Resonance」                                                      | パチンコ・パチスロ『ガールズ＆パンツァー 劇場版』搭載曲                              |
| 11月27日 | 人生に拍手喝采を                                                                                    | ちゃんげろソニック                                      | 「人生に拍手喝采を」                                               | オンラインイベント『ちゃんげろソニック2021』テーマソング                             |
| 2023年   | |                                                         |                                                                    |                                                                                      |
| 9月27日  | ガールズ＆パンツァー 10周年ベストアルバム                                                           | ChouCho                                                 | 「DreamRiser」 「眠れる本能」 「one and only」                     | テレビアニメ『ガールズ＆パンツァー 劇場版』関連曲                                    |
| 9月27日  | ガールズ＆パンツァー 10周年ベストアルバム                                                           | ChouCho × 佐咲紗花                                      | 「希望の絆」 「Still a long way to go」                            | テレビアニメ『ガールズ＆パンツァー 劇場版』関連曲                                    |
| 10月25日 | メメントモリ Lament Collection Vol.1                                                                | ChouCho                                                 | 「モノクローム」                                                   | ゲームアプリ『メメントモリ』提供曲                                                   |
| 2024年   | |                                                         |                                                                    |                                                                                      |
| 6月26日  | De:Lithe Last Memories 1st Memorial Character Song : Seraphim「ホワイトノイズ」                     | ChouCho                                                 | 「無限回廊」                                                       | ゲームアプリ『ディライズ ラストメモリーズ』 風見コトハ（CV：山一茉希）イメージソング |

### 映像作品
| 発売日        | タイトル                                  | 規格品番        | 規格品番        | 備考                                          |
| 発売日        | タイトル                                  | DVD             | BD              | 備考                                          |
| ------------- | ----------------------------------------- | --------------- | --------------- | --------------------------------------------- |
| 2014年3月26日 | Animelo Summer Live 2013 -FLAG NINE- 8.23 | KIBM-1513～1515 | KIXM-1024～1025 | 「DreamRiser」を収録。                        |
| 2016年3月30日 | Animelo Summer Live 2015 -THE GATE- 8.29  |                 | SSXX-33～34     | 「BLESS YoUr NAME」「優しさの理由」を収録。   |
| 2024年3月27日 | Animelo Summer Live 2023 -AXEL- DAY 2     |                 | KIXM-572～3     | 「Never Say Goodbye」「優しさの理由」を収録。 |

### タイアップ曲
| 楽曲                     | タイアップ | 時期   |
| ------------------------ | --- | ------ |
| カワルミライ             | テレビアニメ『神様のメモ帳』オープニングテーマ                                                                               | 2011年 |
| Authentic symphony       | テレビアニメ『ましろ色シンフォニー』オープニングテーマ                                                                       | 2011年 |
| ハルモニア               | OVA『英雄伝説 空の軌跡 THE ANIMATION』エンディングテーマ                                                                     | 2011年 |
| Happy Fate               | テレビアニメ『未来日記』我妻由乃イメージソング                                                                               | 2011年 |
| 7th HEAVEN               | テレビアニメ『未来日記』戦場マルコ & 美神愛イメージソング                                                                    | 2012年 |
| Million of Bravery       | オンラインゲーム『拡散性ミリオンアーサー』テーマソング                                                                       | 2012年 |
| 優しさの理由             | テレビアニメ『氷菓』オープニングテーマ                                                                                       | 2012年 |
| flyleaf                  | テレビ朝日『Musicる TV』2012年8月度オープニングテーマ                                                                        | 2012年 |
| DreamRiser               | テレビアニメ『ガールズ&パンツァー』オープニングテーマ                                                                        | 2012年 |
| 空とキミのメッセージ     | テレビアニメ『翠星のガルガンティア』エンディングテーマ                                                                       | 2013年 |
| starlog                  | テレビアニメ『Fate/kaleid liner プリズマ☆イリヤ』オープニングテーマ                                                          | 2013年 |
| starlog                  | テレビ朝日『Musicる TV』2013年8月度オープニングテーマ                                                                        | 2013年 |
| kagami                   | テレビアニメ『Fate/kaleid liner プリズマ☆イリヤ』第9話挿入歌                                                                 | 2013年 |
| groove prayer            | ゲーム『グルーヴコースター』テーマソング                                                                                     | 2013年 |
| 光                       | PS3ゲーム『フェアリーフェンサー エフ』エンディングテーマ                                                                     | 2013年 |
| earthlit                 | テレビ朝日『ポータル ANNニュース&スポーツ』2013年12月度エンディングテーマ                                                    | 2013年 |
| あの空に還る未来で       | テレビアニメ『バディ・コンプレックス』エンディングテーマ                                                                     | 2014年 |
| ルーセントアイズ         | テレビアニメ『グラスリップ』イメージソング                                                                                   | 2014年 |
| 夏の日と君の声           | テレビアニメ『グラスリップ』オープニングテーマ                                                                               | 2014年 |
| 大切な宝物               | OVA『翠星のガルガンティア 〜めぐる航路、遥か〜』エンディングテーマ                                                           | 2014年 |
| 君へ贈る魔法             | OVA『サンタ・カンパニー』主題歌                                                                                              | 2014年 |
| Starting up              | 漫画『ろんぐらいだぁす!』イメージソング                                                                                      | 2014年 |
| Hello,Hello,Hello        | OVA『閃乱カグラ ESTIVAL VERSUS -水着だらけの前夜祭-』主題歌                                                                  | 2014年 |
| BLESS YoUr NAME          | テレビアニメ『ハイスクールD×D BorN』オープニングテーマ                                                                       | 2015年 |
| piece of youth           | アニメ映画『ガールズ&パンツァー 劇場版』主題歌                                                                               | 2015年 |
| GloryStory               | アニメ映画『ガールズ&パンツァー 劇場版』イメージソング                                                                       | 2015年 |
| 空想トライアングル       | テレビアニメ『ハルチカ〜ハルタとチカは青春する〜』エンディングテーマ                                                         | 2016年 |
| Everlasting              | スマートフォンゲーム『100日間のプリンセス◆もうひとつのイケメン王宮』主題歌                                                   | 2016年 |
| Asterism                 | テレビアニメ『Fate/kaleid liner プリズマ☆イリヤ ドライ!!』オープニングテーマ                                                 | 2016年 |
| Elemental World          | テレビアニメ『政宗くんのリベンジ』エンディングテーマ                                                                         | 2017年 |
| kaleidoscope             | アニメ映画『劇場版 Fate/kaleid liner プリズマ☆イリヤ 雪下の誓い』主題歌                                                      | 2017年 |
| 薄紅の月                 | アニメ映画『劇場版 Fate/kaleid liner プリズマ☆イリヤ 雪下の誓い』主題歌                                                      | 2017年 |
| 明日の君さえいればいい。 | テレビアニメ『妹さえいればいい。』オープニングテーマ                                                                         | 2017年 |
| one and only             | PS4ゲーム『ガールズ&パンツァー ドリームタンクマッチ』主題歌                                                                  | 2018年 |
| オレンジ色               | テレビアニメ『ツルネ -風舞高校弓道部-』エンディングテーマ                                                                    | 2018年 |
| 風のソルフェ             | テレビアニメ『ツルネ -風舞高校弓道部-』第10話挿入歌                                                                          | 2018年 |
| Still a long way to go   | 『ガールズ&パンツァー』TV&OVA 5.1ch Blu-ray Disc BOX テーマソング                                                            | 2018年 |
| フロンティア             | Nintendo Switch『ガールズ&パンツァー ドリームタンクマッチDX』主題歌                                                          | 2018年 |
| 灰色のサーガ             | テレビアニメ『魔女の旅々』エンディングテーマ                                                                                 | 2020年 |
| なないろのたね           | 特撮テレビドラマ『ウルトラマントリガー NEW GENERATION TIGA』第1クールエンディングテーマ                                      | 2021年 |
| 灯火セレナード           | テレビアニメ『処刑少女の生きる道』エンディングテーマ                                                                         | 2022年 |
| reincarnation            | テレビアニメ『史上最強の大魔王、村人Aに転生する』エンディングテーマ                                                          | 2022年 |
| モノクローム             | スマートフォン / PC向けゲーム『メメントモリ』アリアンロッド専用曲                                                            | 2022年 |
| twilight little star     | テレビアニメ『政宗くんのリベンジR』エンディングテーマ                                                                        | 2023年 |
| Never Say Goodbye        | OVA『ガールズ＆パンツァー 最終章』第4話 - 第6話オープニングテーマ                                                            | 2023年 |
| 星屑ダイアリー           | テレビアニメ『Fate/kaleid liner プリズマ☆イリヤ』10周年記念テーマソング                                                      | 2023年 |
| Green jade               | テレビアニメ『治癒魔法の間違った使い方』エンディングテーマ                                                                   | 2024年 |
| 光射す扉                 | テレビアニメ『勇者パーティーを追放された白魔導師、Sランク冒険者に拾われる ～この白魔導師が規格外すぎる～』エンディングテーマ | 2025年 |

### 楽曲提供
- 仲村宗悟「Here comes The SUN」（作詞・作曲：ChouCho、編曲：村山☆潤）
- 上田麗奈「白昼夢」（作詞・作曲：ChouCho、編曲：村山☆潤）- 2ndフルアルバム『Nebula』収録曲。
- 桜樹みりあ「非現実インスパイア」（作詞：桜樹みりあ、作曲・プロデュース：ChouCho、編曲：村山☆潤）
- 風舞高校弓道部女子部員「シグナル」（作詞・作曲：ChouCho、編曲：村山☆潤）- TVアニメ『ツルネ -つながりの一射-』オリジナルサウンドトラック収録曲。

## 出演

### テレビ
- アニぱら音楽館（2016年6月4日、キッズステーション）
- Anison Days（2017年11月23日、2021年9月10日、BS11）
- 月〜金お昼のソングショー ひるソン!（2021年9月7日、テレビ東京）
- アニゲー☆イレブン!（2021年12月3日、BS11）

### ラジオ
※はインターネット放送
- ChouChoのてふてふtime（2017年、超!A&G+※）

### インターネット配信
- ちょうちょのニコ生♪（2010年3月 - 2014年4月、ニコニコ生放送）
- 深窓音楽演奏会♡女子会PLUS（2014年12月10日、ニコニコ生放送）
- 全国5ヵ所ツアー直前! 5年分のMUSIC VIDEOをフルサイズで一挙放送スペシャル!（2016年10月27日、LINE LIVE）[34]
- テレビアニメ『ガールズ＆パンツァー』放送10周年記念『ガールズ & パンツァー バーチャルライブはじめます! ～オオアライで全員集合!!!!!!!～』（2023年8月19日、ニコニコ生放送）[35]
- 『HIGHWAY STAR PARTY 2024 -SHIBUYA JUNCTION-』事前特番 HIGHWAY STARアーティスト × Acro VTuber コラボ配信企画「VIRTUAL JUNCTION」リレー配信（2024年7月12日、YouTube）
  - ChouChoは、「桜樹みりあ × ChouCho 桜樹みりあとおもしれー女」、「VIRTUAL JUNCTION 全員集合スペシャルコラボトーク」に出演[36]。

## ライブ・イベント

### ツアー・ワンマンライブ
| 4月5日・6日   | ChouCho Live Tour 2014 ～secretgarden～                          | ROCKTOWN（大阪府）                | [ 37 ]                                               |
| 4月20日       | ChouCho Live Tour 2014 ～secretgarden～                          | 渋谷 CLUB QUATTRO（東京都）       | [ 37 ]                                               |
| 2015年        |                                                                  |                                   |                                                      |
| 2月27日・28日 | ChouCho Live 2015 ～whitepetals～                                | duo MUSIC EXCHANGE（東京都）      | [ 38 ]                                               |
| 2016年        |                                                                  |                                   |                                                      |
| 7月31日       | ChouCho 5th Anniversary あこーすてぃっくらいぶ ～涼蝶祭～        | duo MUSIC EXCHANGE（東京都）      | [ 9 ]                                                |
| 10月29日      | ChouCho Live Tour 2016 bouquet ～ChouCho ColleCtion～            | 名古屋 ell.FITS ALL（愛知県）     | [ 39 ] [ 40 ]                                        |
| 11月3日       | ChouCho Live Tour 2016 bouquet ～ChouCho ColleCtion～            | 仙台 CLUB JUNK BOX（宮城県）      | [ 39 ] [ 40 ]                                        |
| 11月19日      | ChouCho Live Tour 2016 bouquet ～ChouCho ColleCtion～            | DRUM Be-1（福岡県）               | [ 39 ] [ 40 ]                                        |
| 11月20日      | ChouCho Live Tour 2016 bouquet ～ChouCho ColleCtion～            | ESAKA MUSE（大阪府）              | [ 39 ] [ 40 ]                                        |
| 12月4日       | ChouCho Live Tour 2016 bouquet ～ChouCho ColleCtion～            | TSUTAYA O-EAST（東京都）          | [ 39 ] [ 40 ]                                        |
| 2017年        |                                                                  |                                   |                                                      |
| 4月16日       | ChouCho Acoustic Live “naked garden" vol.1                       | 渋谷 7th FLOOR（東京都）          | [ 41 ]                                               |
| 7月28日       | ChouCho Acoustic Live “naked garden" vol.2                       | 吉祥寺 STAR PINE’S CAFE（東京都） | [ 41 ]                                               |
| 12月3日       | ChouCho Acoustic Live"naked garden" vol.3                        | Loft9 Shibuya（東京都）           | [ 42 ] [ 43 ]                                        |
| 2018年        |                                                                  |                                   |                                                      |
| 6月23日       | ChouCho Acoustic Live“naked garden” vol.4 ～Birthday Special～   | Loft9 Shibuya（東京都）           | [ 44 ]                                               |
| 2月12日       | ChouCho Live Tour 2018 ～color of time～                         | HOOK仙台（宮城県）                | [ 45 ] [ 46 ]                                        |
| 2月17日       | ChouCho Live Tour 2018 ～color of time～                         | SPADE BOX（愛知県）               | [ 45 ] [ 46 ]                                        |
| 2月18日       | ChouCho Live Tour 2018 ～color of time～                         | ESAKA MUSE（大阪府）              | [ 45 ] [ 46 ]                                        |
| 2月24日       | ChouCho Live Tour 2018 ～color of time～                         | DRUM SON（福岡県）                | [ 45 ] [ 46 ]                                        |
| 3月4日        | ChouCho Live Tour 2018 ～color of time～                         | 代官山UNIT（東京都）              | [ 45 ] [ 46 ]                                        |
| 2019年        |                                                                  |                                   |                                                      |
| 3月16日       | ChouCho Acoustic Live "naked garden" vol.5                       | HAKUJU HALL（東京都）             | [ 47 ]                                               |
| 5月12日       | ChouCho Acoustic Live "naked garden" vol.6                       | Flamingo the Arusha（大阪府）     |                                                      |
| 6月20日       | ChouCho Acoustic Live “naked garden” vol.8 〜Birthday Special〜  | 恵比寿 天窓.switch（東京都）      | [ 48 ]                                               |
| 9月16日       | ChouCho Acoustic Live “naked garden” vol.9                       | HAKUJU HALL（東京都）             | [ 49 ]                                               |
| 2020年        |                                                                  |                                   |                                                      |
| 2月8日        | ChouCho Acoustic Live “naked garden” vol.10                      | BANQUET HOUSE（大阪府）           | [ 50 ]                                               |
| 2月9日        | ChouCho Acoustic Live “naked garden” vol.10                      | sunset BLUE（愛知県）             | [ 50 ]                                               |
| 2月16日       | ChouCho Acoustic Live “naked garden” vol.10                      | HAKUJU HALL（東京都）             | [ 50 ]                                               |
| 2021年        |                                                                  |                                   |                                                      |
| 6月20日       | ChouCho Acoustic Live “naked garden” vol.11 〜Birthday Special〜 | 吉祥寺 STAR PINE'S CAFE（東京都） | PIA LIVE STREAMにて、有料同時配信も行われた          |
| 7月27日       | ChouCho 10th Anniversary Online Live                             | —                                 | PIA LIVE STREAMにて配信された オンライン配信ライブ。 |
| 10月16日      | ChouCho Acoustic Live“naked garden”vol.12                        | 吉祥寺 STAR PINE'S CAFE（東京都） |                                                      |
| 10月24日      | ChouCho Acoustic Live“naked garden”vol.12                        | 京橋 BERONICA（大阪府）           |                                                      |
| 2022年        |                                                                  |                                   |                                                      |
| 6月19日       | ChouCho 10th Anniversary Tour 〜ChouCho the BEST〜               | 心斎橋JANUS（大阪府）             | [ 15 ] [ 16 ]                                        |
| 6月25日       | ChouCho 10th Anniversary Tour 〜ChouCho the BEST〜               | ヒューリックホール東京（東京都）  | [ 15 ] [ 16 ]                                        |
| 9月17日       | ChouCho Acoustic Live “naked garden” vol.13                      | 渋谷LOFT HEAVEN（東京都）         |                                                      |
| 2023年        |                                                                  |                                   |                                                      |
| 2月11日       | ChouCho Acoustic Live “naked garden” vol.14                      | 渋谷LOFT HEAVEN（東京都）         |                                                      |
| 2024年        |                                                                  |                                   |                                                      |
| 1月21日       | ChouCho the BEST vol.2                                           | 渋谷 duo MUSIC EXCHANGE（東京都） |                                                      |
| 3月2日        | ChouCho Acoustic Live “naked garden” vol.15                      | 渋谷 LOFT HEAVEN（東京都）        |                                                      |
| 6月23日       | ChouCho Acoustic Live “naked garden” vol.16 Birthday Special     | 目黒 BLUES ALLEY JAPAN（東京都）  | 2ステージ制公演                                      |
| 9月16日       | ChouCho Acoustic Live “naked garden” vol.17                      | 渋谷 LOFT HEAVEN（東京都）        | [ 54 ]                                               |

### イベントライブ
2010年
- ニコニコ大会議2009 - 2010 ニコニコ動画 (9) 全国ツアー ファイナル 2日目（2月20日、JCBホール）[55]
- ニコニコ大会議2010夏 〜笑顔のチカラ〜（8月26日、
C.C.レモンホール）[56]

2011年
- ニコニコ大会議2010 - 2011 全国ツアー 〜ありがとう100万人〜 in 名古屋（1月29日、名古屋ダイアモンドホール）
- ニコニコ大会議2010 - 2011 全国ツアー 〜ありがとう100万人〜 in 金沢（1月30日、金沢 AFTER HOURS）
- ニコニコ大会議2010 - 2011 全国ツアー 〜ありがとう100万人〜 FINAL (凹)（2月5日、JCBホール）

2013年
- 広州アニメEXPO ANIEX ライブスデージ（4月4日、4月5日）
- Animelo Summer Live 2013 -FLAG NINE-（8月23日、さいたまスーパーアリーナ）[57][58]
- ポタフェス（12月22日、秋葉原ベルサール 1階特設ステージ）[59]

2014年
- Lantis presents 深窓音楽演奏会（2014年9月23日、新宿BLAZE）[60]

2015年
- 深窓音楽演奏会 其ノ弐（2015年6月21日、Zepp DiverCity (TOKYO)）[61][62]
- Animelo Summer Live 2015 -THE GATE-（8月29日、さいたまスーパーアリーナ）[63]
- ORB presents TECHNOBOYS PULCRAFT GREEN-FUND × fhána Special Live in Billboard LIVE OSAKA（10月4日、ビルボードライブ大阪）※ゲスト出演[64][65]
- ガールズ & パンツァー オーケストラ・コンサート ～Herbst Musik Fest 2015～（11月3日、よこすか芸術劇場）[66]

2016年
- 13th TOKYO INTERNATIONAL MUSIC MARKET LIVE（10月24日、TSUTAYA O-EAST）[67]

2017年
- ガールズ & パンツァー 劇場版 シネマティック・コンサート（7月9日、パシフィコ横浜）[68]

2018年
- Lantis presents 深窓音楽演奏会 其ノ五（5月6日、新宿BLAZE）[69][62]

2019年
- アニエラフェスタ2019（9月14日、長野県佐久市駒場公園）[70]

2021年
- FM OSAKA ai Night 2021～おふらじ! フェス vol.2～（9月26日、Zepp Namba）[71]
- 第5回 京都アニメーション ファン感謝イベント KYOANI MUSIC FESTIVAL ―感動を未来へ―（11月20日、ロームシアター京都）[72]
- ちゃんげろソニック2021（12月11日、オンライン配信）[73]
- アニメJAM2021（12月26日、オンライン配信）[74]

2022年
- DIAMOND FES 2022 WINTER ANIME SONGS（1月21日、Zepp Haneda）[75][76]
- 空知コスプレフェスタ『そらコス2』（10月22日、北海道グリーンランド）
- アニメJAM2022（12月24日、立川ステージガーデン）[77]
- ULTRAMAN MUSIC LIVE（12月29日、東京ドームシティ プリズムホール）

2023年
- TVアニメ「氷菓」10周年記念フィルムコンサート ～神山高校の小さな音楽会～（1月29日、ところざわサクラタウン ジャパンパビリオン ホールA）
- アニソンフラッグLIVE vol.1（4月1日、SHIBUYA PLEASURE PLEASURE）
- なみさやちょう -Special Birthday-（6月24日、青山 WALL & WALL）
- RESPECT FOR GEEKS vol.5 powered by R4G（8月20日、渋谷 WOMB）
- Animelo Summer Live 2023 -AXEL-（8月26日、さいたまスーパーアリーナ）[78]
- HIGHWAY STAR PARTY 2023（10月9日、豊洲PIT）[79]
- 大洗あんこう祭 2023 「ガールズ & パンツァー」 スペシャルステージ ～ただいま、おかえり、大洗!～（11月19日、トヨペットスマイルホール大洗（大洗文化センター））[80]
- 中之島アニメBOX アニソンナイトフェスティバル（11月24日、大阪市中央公会堂）

2024年
- がたふぇす アニソンLIVE2024（3月16日、新潟市音楽文化会館）[81]
- 第20回 MACAU COMIC FESTIVAL (第二十屆澳門同人節)（2024年8月31日、マカオ・タワー）[82][83]
- HIGHWAY STAR PARTY 2024 DAY2（9月23日、LINE CUBE SHIBUYA）[84][85][86][87]